# Efate
Efate nebo Éfaté je sopečný ostrov v Melanésii, který patří státu Vanuatu. S rozlohou 899,5 km² je třetím nejrozlehlejším ostrovem v zemi, je však nejlidnatějším: žije zde okolo 65 000 obyvatel (čtvrtina celkové populace Vanuatu) a leží na něm hlavní město Port-Vila. Efate se nachází v jižní části Vanuatu a spolu s okolními menšími ostrovy tvoří provincii Shefa.
Většina osídlení je soustředěna kolem zálivu Mele Bay, kde roku 1889 založili Francouzi první evropskou osadu na souostroví Franceville, z níž se později stala Port-Vila. Vnitrozemí ostrova je hornaté (nejvyšší bod Mount McDonald měří 647 m) a prostlé deštným pralesem, v nížině na pobřeží a podél řek se provozuje zemědělství; hlavními produkty jsou kopra, taro a kakao. Pobřeží je lemováno plážemi a korálovými útesy. Rozvíjí se turistický ruch, návštěvníkům ostrova slouží letiště Bauerfield.
Přístav Port Havannah na severu ostrova byl za druhé světové války důležitou základnou americké armády. Na severozápadním pobřeží a sousedních ostrůvcích Lelepa a Eretoka se nachází Chief Roi Mata’s Domain, sídlo a pohřebiště sjednotitele ostrova náčelníka Roy Mata, které bylo zapsáno na seznam světového dědictví jako doklad domorodé kultury.
Byl zde nalezen rod skákavkovitých pavouků, který dostal podle ostrova jméno Efate.